# Mir Jafar
Syed Mir Jafar Ali Khan Bahadur (en bengali : সৈয়দ মীর জাফর আলী খান বাহাদুর, en persan : سید میر جعفر علی خان), né vers 1691 et mort le 5 février 1765, est un militaire et homme d'État bengali qui fut le premier nawab du Bengale à se placer sous la dépendance de la Compagnie britannique des Indes orientales. Son règne est une étape fondamentale dans la mise en place de la domination britannique sur le sous-continent indien. 
Mir Jafar commande l'armée du nawab du Bengale (en) Siraj ud-Daulah, allié aux Français, avant de le trahir en 1757 lors de la bataille de Plassey qui voit la victoire de la Compagnie britannique des Indes orientales. Siraj est exécuté peu après et Mir Jafar lui succède avec le soutien militaire de la Compagnie. Il mène cependant double jeu en tentant de s'allier à la Compagnie néerlandaise des Indes orientales. Les Britanniques réagissent et battent les Hollandais à la bataille de Chinsurah en 1759 puis forcent Mir Jafar à abdiquer en faveur de son gendre Mir Qasim (en) en octobre 1760. Le nouveau nabab s'oppose à son tour aux ambitions de la Compagnie des Indes qui exige d'être exemptée des taxes que doivent payer les marchands indiens. La guerre éclate entre Mir Qasim et les britanniques, qui le renversent et replacent Mir Jafar sur le trône en juillet 1763. Il règne jusqu'à sa mort le 5 février 1765. 
Le nom de Mir Jafar, archétype du traître, est encore de nos jours associé à la trahison dans la mémoire historique bengalie. 